# Penn State Nittany Lions (piłka siatkowa mężczyzn)

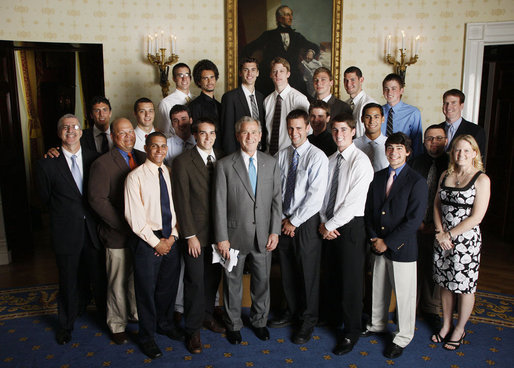
Penn State Nittany Lions zostali uhonorowani w Białym Domu przez prezydenta Stanów Zjednoczonych George'a W. Busha w czerwcu 2008 roku za zwycięstwo w krajowych mistrzostwach NCAA w tym samym roku.

Penn State Nittany Lions – amerykański męski klub siatkarski, powstały w 1977 r. w State College. Nazwa drużyny sportowej Pennsylvania State University, biorąca udział w akademickich rozgrywkach w EIVA, organizowanych przez National Collegiate Athletic Association. Został założony przez Toma Taita, gdzie w latach 1976-1989 był trenerem. W 2007 roku został wybrany najlepszym trenerem siatkówki USA wszech czasów. W 1995 roku Mark Pavlik został trenerem po pięciu latach pełnienia funkcji asystenta trenera. Prowadził zespół we wszystkich turniejach EIVA od 1995 roku, z wyjątkiem 1998 roku. Zanim drużyna wygrała Mistrzostwa NCAA w 2008 roku, w 1982, 1995, 2006, 2010 roku zajęła drugie miejsce. Obecnie drużyna występuje pod nazwą Penn State Nittany Lions.

## Sukcesy
Mistrzostwa NCAA Division I:
- 1994, 2008[1]
- 1982, 1995, 2006, 2010

Mistrzostwa EIVA:
- 1981, 1982, 1983, 1986, 1987, 1989, 1991, 1992, 1993, 1994, 1995, 1996, 1997, 1999, 2000, 2001, 2002, 2003, 2004, 2005, 2006, 2007, 2008, 2009, 2010, 2011, 2013, 2014, 2015, 2017
- 2016

## Najbardziej znani absolwenci
| Lata gry  | Imię i nazwisko  | Pozycja      |
| --------- | ---------------- | ------------ |
| 2011-2015 | Aaron Russell    | przyjmujący  |
| 2010-2012 | Jace Olsen       | atakujący    |
| 2008-2012 | Joseph Sunder    | przyjmujący  |
| 2008-2012 | Edgardo Goás     | rozgrywający |
| 2008-2011 | Dennis Del Valle | libero       |
| 2008-2010 | William Price    | przyjmujący  |
| 2006-2009 | Maxwell Holt     | środkowy     |
| 2005-2008 | Matthew Anderson | przyjmujący  |
| 2000-2003 | Carlos Guerra    | przyjmujący  |

## Trenerzy
- 1977-1988: Tom Tait
- 1989-1994: Tom Peterson
- 1995-: Mark Pavlik